# Jeung-in
Jeung-in (증인?), noto anche con il titolo internazionale Innocent Witness, è un film del 2019 scritto e diretto da Lee Han.

## Trama
Soon-ho è un avvocato che si ritrova a dover pagare un ingente debito accumulato da suo padre e a cui viene assegnato un caso di omicidio, nel quale la governante Mi-ran avrebbe ucciso il suo datore di lavoro; la donna tuttavia si proclama innocente. L'unica testimone del caso, la piccola Ji-woo, è però una ragazzina autistica.

## Distribuzione
In Corea del Sud la pellicola è stata distribuita dalla Lotte Cultureworks, a partire dal 13 febbraio 2019.